# Calycanthaceae
Las calicantáceas (Calycanthaceae) son una familia de angiospermas primitivas pertenecientes al orden Laurales (Magnoliidae). Consta de tres géneros con diez especies, que se distribuyen por las regiones templadas de China,  Norteamérica y el nordeste tropical de Australia.

## Descripción

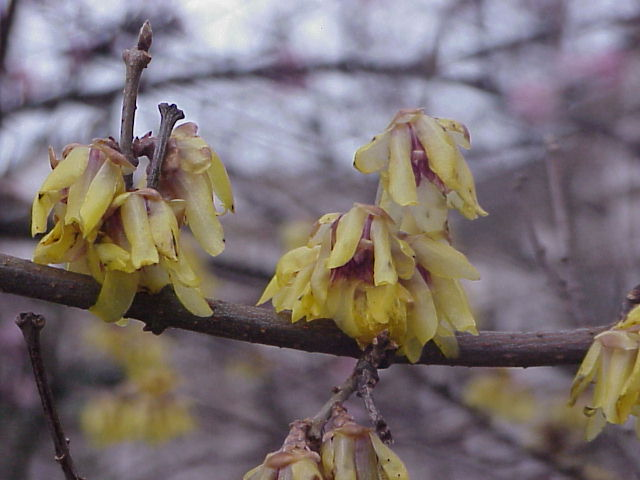
Flores precoces de Chimonanthus praecox.

- Árboles o arbustos, perennes o caducos, aromáticos, con aceites esenciales, con pelos unicelulares.
- Hojas simples, enteras (rara vez con algún dentículo), pinnatinervias, opuestas, coriáceas, pecioladas, con puntos glandulares, sin estípulas. Estomas paracíticos.
- Tallos con abundantes células secretoras, radios uni- o multiseriados, haces corticales presentes. Nodos unilacunares. Ramas cuadrangulares a subcilíndricas.
- Inflorescencias terminales paucifloras, o flores solitarias, el pedúnculo con brácteas decusadas en Idiospermum.
- Flores perfectas, actinomorfas, espirales, períginas, precediendo a las hojas en Chimonanthus. Receptáculo acopado o urceolado. Perianto formado por 15-40 tépalos petaloides insertos en el exterior del receptáculo. Estambres 5-30, insertos en el borde del receptáculo, filamentos cortos o ausentes, tecas 2, abaxiales, extrorsas, unisporangiadas, de dehiscencia longitudinal, conectivo prolongado; estaminodios 10-40, insertos en la superficie interna del receptáculo, nectaríferos. Carpelos 1-45, apocárpicos, estilos filiformes a ausentes, estigma seco, no papiloso, decurrente; óvulo uno por carpelo, anátropo, bitégmico, crasinucelado, placentación basal, a veces un segundo óvulo abortivo superior por carpelo.
- Frutos en aquenio (indehiscente, seco), encerrados en el receptáculo más o menos carnoso, formando un pseudocarpo.
- Semilla una por carpelo, sin endospermo, con proteínas y aceites, embrión grande, con 3-4 cotiledones peltados, o con 2 espiralados.
- Polen más o menos globoso, psilado, 2-(3-)aperturado, disulculado, exina columelada, téctum y capa basal relativamente gruesos.
- Número cromosómico: n = 11; algunos conteos de 'n = 12 probablemente se deben a cromosomas accesorios.

## Ecología
Las flores son protóginas y olorosas, atraen escarabajos, principalmente Nitidulidae, que quedan atrapados dentro de la flor al cerrarse los tépalos internos; se alimentan de cuerpos nutritivos presentes en los ápices de los tépalos internos, los estambres y los estaminodios, y son liberados uno o dos días después, tras la dehiscencia de los estambres, cargándose de polen que fecundará las siguientes flores que visiten (cantaridofilia). Las semillas son venenosas para los mamíferos y tienen una baja capacidad de dispersión.
Las plantas de esta familia prefieren hábitats más o menos húmedos (p. ej. bosques riparios) en clima templado o tropical.

## Fósiles
Se ha relacionado con esta familia el fósil Araraipa florifera, del Cretáceo inferior de Brasil, pero las hojas son lobuladas. También se ha colocado en esta familia Virginianthus calycanthoides, del Cretácico superior (98-113 Ma), pero su posición sistemática no está clara y ha sido cuestionada. Jerseyanthus, del Turoniense (90 Ma) puede ser el grupo hermano de Calycanthus, pero presenta una estructura floral peculiar.

## Fitoquímica
La familia presenta monoterpenos y sesquiterpenos, cianogénesis y algunos flavonoides derivados O-glicosílicos, pero la principal característica es la presencia de alcaloides del tipo de la calicantina y la calicantidina, derivados del triptófano.

## Usos
Las especies de esta familia tienen un uso limitado en la farmacopea tradicional de Asia oriental. Diversas especies de Chimonanthus se usan ampliamente en jardinería, sobre todo Chimonanthus praecox.

## Posición sistemática
Las calicantáceas, en su moderna estructura, incluyen también el género Idiospermum, que ha sido frecuentemente segregado en una familia aparte debido a los caracteres de su peculiar semilla. La familia siempre ha estado relacionada con el Orden Laurales. El APW (Angiosperm Phylogeny Website) considera que es el grupo basal del Orden Laurales y hermano de todas las restantes familias.

## Táxones genéricos

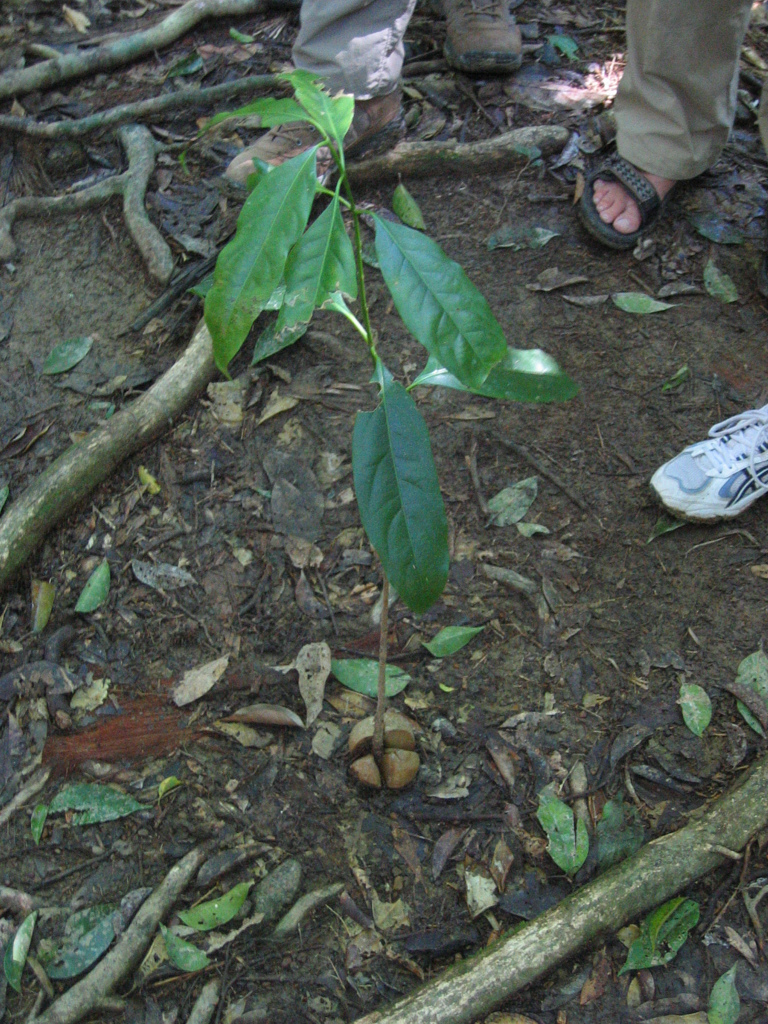
Semilla de Idiospermum australiense germinada, mostrando los cuatro cotiledones carnosos.

El género Idiospermum es la rama basal de la familia y el grupo hermano de los otros dos géneros.
La siguiente clave permite distinguir los géneros:
- Carpelos 1(-3). Tépalos 30-40. Cotiledones 3-4, grandes, carnosos, no espiralados en la semilla.

Idiospermum S.T. Blake, 1972. Nordeste de Australia.
- Carpelos 5-35. Tépalos 15-30. Cotiledones 2, espiralados en la semilla.

- Estambres 5-8(-10). Flores amarillas, axilares.

Chimonanthus Lindl., 1819, nom. cons. China; muy cultivado en otras regiones.
- Estambres 10-20. Flores de otro color, terminales.

Calycanthus L., 1759, nom. cons. América del Norte, China.

## Sinonimia
- Butneriaceae, Chimonanthaceae, Idiospermaceae.